# 赤脚医生

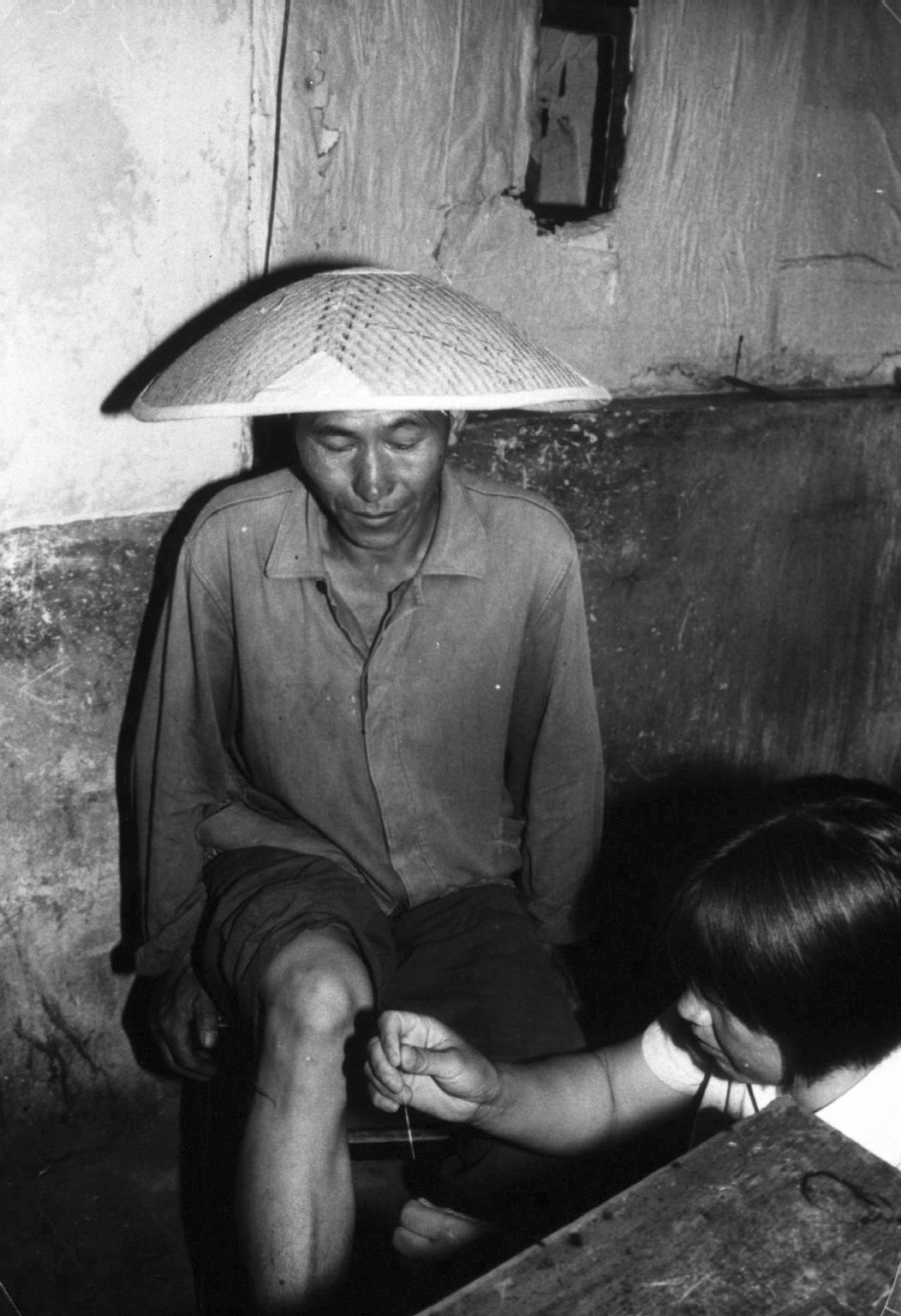
一个赤脚医生在对一个人进行针灸治疗

赤脚医生指一般未经正式医疗训练、仍持农业户口、一些情况下“半农半医”的农村医疗人员，其中一些是上山下乡的知识青年，一些是村里原有的中医，还有一些是新招的农民。赤脚医生为缓解中国部分农村地区缺医少药的燃眉之急做出了贡献，但其低劣的医疗水平也令不少患者病况恶化甚至死亡。
赤脚医生一般有中医基础，但也经过极其基本的现代医学培训，一般（各地培训标准不同）可以接生、注射疫苗、指导卫生，并用国家下发的西药诊断和治疗当地常见病。在较为偏远的农村，经常是赤脚医生首先带来基础的现代医学知识。赤脚医生形成了一种（基本缺乏转诊能力的）初级照护体系。

## 历史
赤脚医生最早出现在大跃进时期。

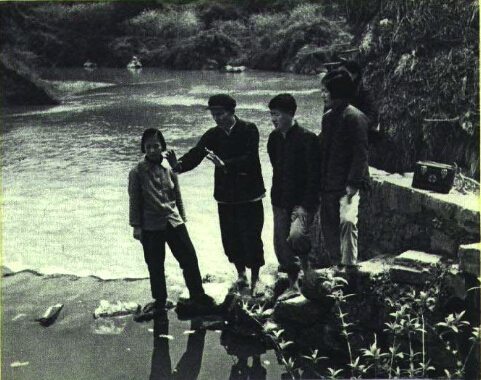
1966年湖南省巡逻医疗队在湘西农村

1965年毛泽东的《六二六指示》传达到卫生部后，卫生部党委决定大力安排城市医务工作人员下乡和培训农村医务工作人员。
“赤脚医生”一词最早出现于公众报刊是1968年夏上海《文汇报》文章《從「赤腳醫生」的成長看醫學教育革命的方向》，这是《文汇报》记者对上海川沙縣江鎮公社王桂珍、黃鈺祥事跡的调查报告，“赤腳醫生”是当地农民发明的用语。9月14日《人民日报》转载，毛澤東看后批示道：「『赤腳醫生』就是好。」到1975年底，全国赤脚医生人数达150多万。1970年代中叶，90%的农村内有赤脚医生服务。
从1981年起，国家对于赤脚医生体系的支持随着改革开放和私有化快速瓦解。1984年时，仅有4.8%的农村有赤脚医生服务。1985年初，衛生部做出決定，停止使用赤腳醫生這一稱呼，原赤腳醫生考核合格的將被認定為鄉村醫生，可以繼續行醫。1月25日，《人民日報》發表《不再使用「赤腳醫生」名稱，鞏固發展鄉村醫生隊伍》，赤脚医生的历史由此正式结束。这一阶段的乡村医生行列虽然以原赤脚医生为主体，但诊疗开始收费。
根据2004年1月1日起施行的《乡村医生从业管理条例》，乡村医生经过相应的注册以及培训考试后，以正式的名义执照开业。根据当时的报道，中国有102万乡村医生，其中近70%的人员为初、高中毕业，近10%的人员为小学毕业。

## 评价
赤腳醫生是中國衛生史上的一個特殊產物，即鄉村中沒有納入國家編制的非正式醫生。他們掌握有一些衛生知識，可以治療常見病，能為產婦接生，主要任務是降低嬰兒死亡率和根除傳染疾病。赤腳醫生通常來自兩個方面，一是醫學世家，二是高、初中畢業生中略懂醫術病理者，其中有一些是上山下鄉的知識青年。挑選出來後，到縣一級的衛生學校接受短期培訓，結業後即成為赤腳醫生，但沒固定薪金，許多人要赤著腳，荷鋤扶犁耕地種田，赤腳醫生名稱由此而來。
赤脚医生体系以较低的成本提高了农村的健康指标（传染病、婴儿死亡率），是1978年阿拉木图宣言的主要启发。

## 相关作品
- 1974年6月26日，中国郵電部發行《赤腳醫生》郵票一套4枚。
- 电影《春苗》。
- 电影《红雨》。

## 其他地区的“赤腳醫生”
- 臺灣於日治時期「臺灣醫術規則」附則規定，臺灣情形特殊，在山間僻遠地區，倘無該規則所規定之資格者，亦得審查其技術，限以地域、期間，而暫准其執行醫務，此即山地及偏遠地區所謂之「限地開業醫規則」，稱之為限地開業醫，簡稱限地醫師[10]。日治初期「限地開業醫」係補充偏遠地區醫師不足之特殊情況，故「放任」教會醫院訓練學徒，但禁止學徒在都市開業，只准在沒有正式醫師執業之鄉村開業，且每三年需重新申報並隨時可由正式醫師取代，而此現地醫師得於偏鄉由未經正式醫療訓練人員充任之情況類似中華人民共和國之赤腳醫生，但更早即存在。1941年又制定「臺灣醫師考試規則」，將限地醫師改稱「乙種醫師」。

## 扩展阅读
- 大公网专题：好人年代：文革时期的赤脚医生 （页面存档备份，存于）
- 乡村医生从业管理条例（全文） （页面存档备份，存于） 中新网，2003年8月17日。
- 方小平著，董国强、千霖、王宜扬译，《赤脚医生与中国乡村的现代医学》，北京：社会科学文献出版社，2024年
  - Xiaoping Fang, Barefoot Doctors and Western Medicine in China (New York: University of Rochester Press, 2012)